# Bitterzoet (poppodium)
Bitterzoet is een poppodium en nachtclub in Amsterdam. Bitterzoet is gevestigd aan de Spuistraat en bestaat sinds 2003.
Bitterzoet werd in 2003 gestart door Pieter de Kroon, Joris Bakker en Nica de Bloeme. De club werd snel succesvol en werd met name bekend in hiphopkringen.
In 2008 werd de club verkocht aan nieuwe eigenaren Bas Louwers en Sjoerd Idema. Bas Louwers ging vanaf 2020 alleen verder . 3voor12 schreef hierna in een artikel over Bitterzoet: "In vijf jaar tijd is Bitterzoet uitgegroeid tot belangrijke club, met vernieuwende programmering op het gebied van zowel hiphop als alternatieve muziek." In 2018 vierde Bitterzoet het vijftienjarig bestaan.
Bitterzoet biedt concerten in verschillende genres zoals rock, punk, hiphop, funk, ska en soul en biedt ruimte aan opkomende artiesten, bands en dj's. De grote zaal heeft een capaciteit van 350 personen. Paradiso programmeert regelmatig concerten in Bitterzoet. Naast concerten en clubavonden zijn er soms andere activiteiten in Bitterzoet, zoals releaseparty's van albums en in het verleden opnamen voor De beste singer-songwriter van Nederland.

## Optredende artiesten
Voorbeelden van artiesten die in Bitterzoet hebben opgetreden:
- Alabama Shakes
- Altin Gün
- Beans & Fatback
- Ben Howard
- Charles Bradley
- Ethel Cain
- EUT
- Gregory Porter
- Jessie Ware
- Jett Rebel
- Moss
- Naaz
- Nana Adjoa
- Pitou
- Pol
- Seasick Steve
- Soccer Mommy
- The Opposites